# 알마디나 스타디움
알마디나 스타디움(아랍어: ملعب المدينة الدولي)는 이라크 바그다드에 있는 경기장이다.